# Wiadomości Chemiczne
Wiadomości Chemiczne – polskie czasopismo naukowe, wydawane w latach 1947-1949 przez Komitet Studenckich Kół Chemicznych, a od 1950 roku przez Polskie Towarzystwo Chemiczne, zajmujące się publikacją prac przeglądowych, popularyzatorskich i informujących o nowych odkryciach i kierunkach badań w chemii.

## Historia
W 1946 roku, na wyjeździe w Danii dla nauczycieli akademickich i studentów - chemików z Uniwersytetu Warszawskiego, Politechniki Warszawskiej, Uniwersytetu Łódzkiego, Politechniki Łódzkiej i Politechniki Gdańskiej, powstał projekt organizacji zrzeszającej koła studenckie pod nazwą Komitet Studenckich Kół Chemicznych. Statut organizacji przewidywał wydanie wspólnego czasopisma: „Wiadomości Chemicznych”.
W tym wczesnym okresie działania (1947-1949) Komitet Redakcyjny „Wiadomości” składał się początkowo z 6-ciu, a później 19 profesorów. Pismo określane było jako „przeznaczone przede wszystkim dla młodzieży, którego głównym zadaniem był druk artykułów z postępów chemii czystej i stosowanej na dobrym poziomie naukowym, ale dostępnym dla studentów”. 28% zawartości merytorycznej pochodziło od studentów.
W maju 1950 pismo zostało formalnie przekazane PTCh, a w październiku następnego roku redakcja przeniesiona została do Wrocławia.